# Hành trình 100 bước chân
Hành trình 100 bước chân (tựa gốc: The Hundred-Foot Journey) là một phim hài-chính kịch của Mỹ năm 2014 do Lasse Hallström đạo diễn từ kịch bản chắp bút bởi Steven Knight, chuyển thể từ tiểu thuyết cùng tên của Richard Morais vào năm 2010. Phim có sự tham gia của Helen Mirren, Om Puri, Manish Dayal và Charlotte Le Bon, nói về trận chiến giữa hai nhà hàng trong một ngôi làng: một nhà hàng của gia đình người Ấn và một nhà hàng cao cấp của Michelin.